# Lymantria brotea
Lymantria brotea este o specie de molii din genul Lymantria, familia Lymantriidae, descrisă de Stoll 1780 Conform Catalogue of Life specia Lymantria brotea nu are subspecii cunoscute.

## Galerie

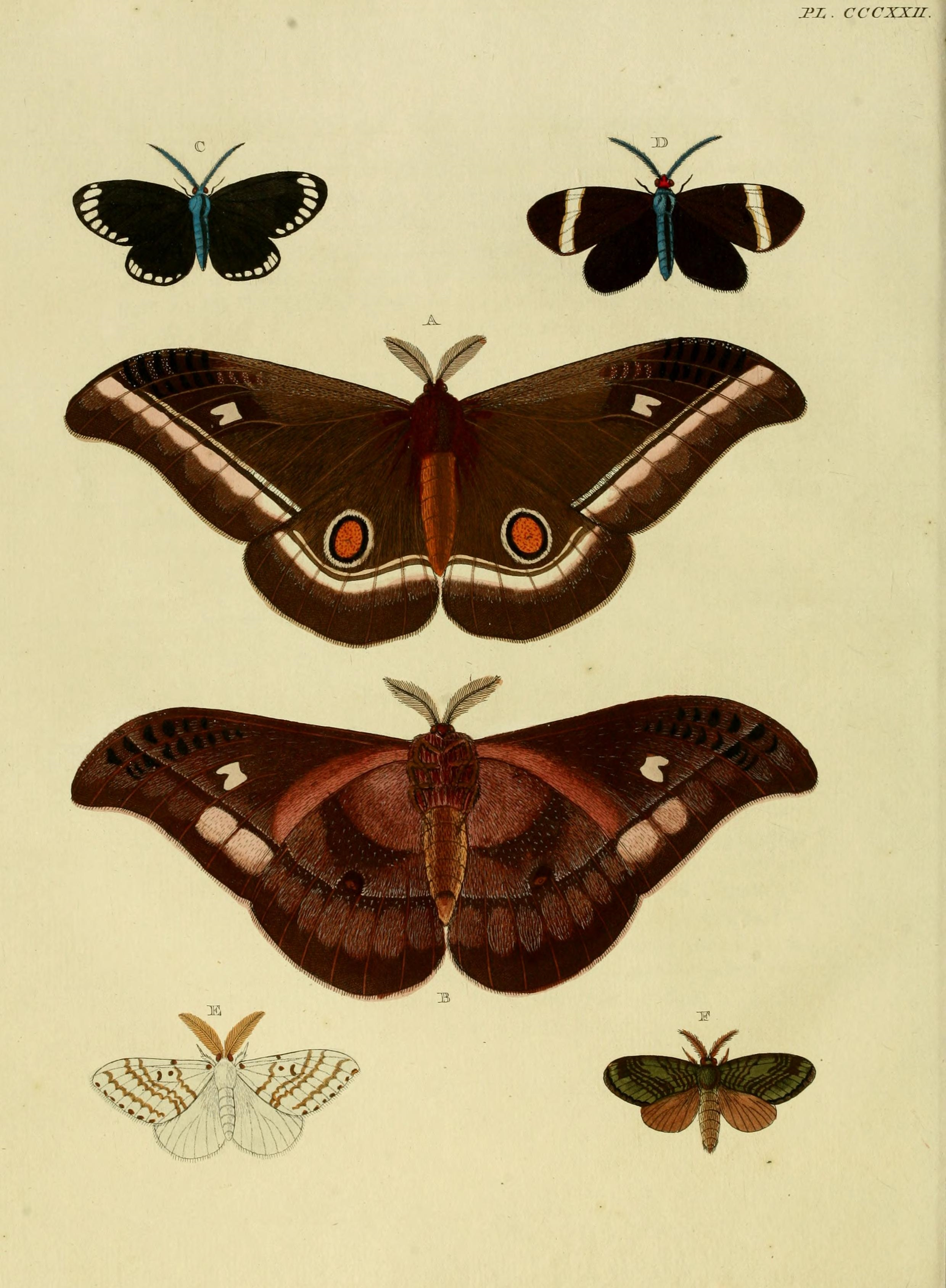